# Aube (musique)
Pour les articles homonymes, voir Aube et Alvorada (homonymie).
L'aube (en portugais : alvorada) est une représentation musicale exécutée par des fanfares au Brésil aux premières heures du matin — à l'aube — généralement à 5 heures du matin,,.
La tradition de célébrer l'aube est courante dans les villes de l'intérieur des terres, notamment à l'occasion de dates commémoratives, comme l'anniversaire de la ville ou le jour du saint patron de la municipalité.
Dans les fanfares militaires, il est courant d'organiser des défilés à l'aube pour célébrer l'anniversaire de la corporation.
La tradition trouve son origine dans le son du clairon utilisé pour réveiller les soldats dans les casernes,.